# Kayu Ara (Tulung Selapan)
Kayu Ara is een bestuurslaag in het regentschap Ogan Komering Ilir van de provincie Zuid-Sumatra, Indonesië. Kayu Ara telt 1233 inwoners (volkstelling 2010).